# Frank Sachse
Francis Marion Sachse, detto Frank (Brice, 24 luglio 1917 – Dallas, 1º ottobre 1989), è stato un cestista statunitense, professionista nella NBL.